# Омбудсмен (Кыргызстан)
Акыйкатчы (омбудсмен) Кыргызской Республики действует согласно статье 109 Конституции Кыргызстана и Закону Киргизской Республики «Об Омбудсмене (Акыйкатчы) Киргизской Республики».
Первый омбудсмен, Турсунбай Бакир уулу, был избран 21 ноября 2002 года и принял присягу 13 декабря 2002 года на сессии Жогорку Кенеша Киргизской Республики.
14 февраля 2008 года омбудсменом (акыйкатчы) Киргизской Республики избран Турсунбек Акун.
27 июня 2013 года Акун был досрочно освобождён парламентом от занимаемой должности, постановление было обжаловано в суде.
3 октября 2013 года Акыйкатчы (омбудсменом) избран Аманбаев Бактыбек Абдилашимович, деятель Социал-демократической партии Кыргызстана.
Жители республики активно жалуются омбудсмену, например, в 2013 году ему поступило более 2,4 тысячи жалоб, из которых 59,8 % на действия судей и работников правоохранительных органов.
25 июня 2015 года Жогорку Кенеш КР досрочно освободил Бактыбека Аманбаева от занимаемой должности. 30 декабря 2015 года омбудсменом избран Кубатбек Табылдиевич Оторбаев.
26 сентября 2018 года депутаты Жогорку Кенеша избрали омбудсменом Токона Мамытова.
2 марта 2022 года в должности омбудсмена была утверждена Атыр Абдурахматова, ставшая первой женщиной Киргизии в этой должности.
С 17 мая 2023 года Омбудсмен Кыргызской Республики — Джамиля Джаманбаева (кирг. Жамийла Жаманбайкызы).